# Kekertaluk Island, Nunavut (Home Bay)
Kekertaluk Island är en ö i Kanada.   Den ligger i territoriet Nunavut, i den östra delen av landet, 2 600 km norr om huvudstaden Ottawa. Arean är 116 kvadratkilometer. Ön ligger i Home Bay, en vik i Davis sund.
Terrängen på Kekertaluk Island är kuperad. Öns högsta punkt är 681 meter över havet. Den sträcker sig 13,5 kilometer i nord-sydlig riktning, och 19,7 kilometer i öst-västlig riktning.
Trakten runt Kekertaluk Island är permanent täckt av is och snö. Trakten runt Kekertaluk Island är nära nog obefolkad, med mindre än två invånare per kvadratkilometer.